# Бу-Аркуб
Бу-Аркуб (араб. بوعرقوب) — місто в Тунісі. Входить до складу вілаєту Набуль. Станом на 2004 рік тут проживало 10 311 осіб.